# Zdeněk Nekula
Zdeněk Nekula (* 9. února 1970 Znojmo) je český politik a manažer, od ledna 2022 do června 2023 ministr zemědělství ČR ve vládě Petra Fialy, v letech 2012 až 2016 zastupitel Jihomoravského kraje, v letech 2015 až 2018 předseda představenstva Podpůrného a garančního rolnického a lesnického fondu (PGRLF), v letech 2007 až 2014, 2018 až 2021 a opět od září 2023 starosta obce Těšetice na Znojemsku a od roku 2007 člen KDU-ČSL.

## Život
Pochází z obce Těšetice na Znojemsku. V letech 1988 až 1992 vystudoval obor provoz a ekonomika na Provozně ekonomické fakultě VŠ zemědělské v Brně (dnes Mendelova univerzita v Brně) (získal titul Ing.). Dále při zaměstnání v letech 1995 až 1997 studoval na Spořitelní akademii mimo jiné obory bankovní specialista a bankovní manažer.
Po ukončení vysokoškolského studia pracoval v letech 1992 až 2000 v České spořitelně na okresní pobočce ve Znojmě a Brně, a to na pozicích vedoucí oddělení marketingu, vedoucí oddělení obchodní politiky a vedoucí oddělení marketingu a akvizice. Následně v letech 2001 až 2015 působil v akciové společnosti Erste Leasing (tj. dceřiná společnost České spořitelny), která se orientovala na financování zemědělců, a to na pozicích vedoucí marketingu, vedoucí obchodní oblasti Jižní Morava a vedoucí risk managementu.
V letech 2015 až 2019 zastupoval Ministerstvo zemědělství ČR na pozici člena dozorčí rady v akciové společnosti Exportní garanční a pojišťovací společnost (EGAP). Od listopadu 2015 do listopadu 2018 byl předsedou představenstva akciové společnosti Podpůrný a garanční rolnický a lesnický fond (PGRLF), která rozděluje finance v rámci podpůrných programů v oblasti zemědělství. Současně vykonával akcionářská práva vůči třem dceřiným společnostem PGRLF: Českomoravská společnost chovatelů, Výstaviště České Budějovice a Výzkumný ústav pivovarský a sladařský.
Zdeněk Nekula stále žije v Těšeticích na Znojemsku. Je ženatý, s manželkou mají čtyři děti. Mezi jeho velké koníčky patří včelaření, od roku 2005 je i členem Českého svazu včelařů.

## Politické působení
Od roku 2007 je členem KDU-ČSL. V komunálních volbách v roce 2006 byl ještě coby nestraník za KDU-ČSL zvolen zastupitelem obce Těšetice. V březnu 2007 se navíc stal starostou obce. Ve volbách v roce 2010 obhájil post zastupitele obce jako lídr kandidátky KDU-ČSL. V listopadu 2010 byl po druhé zvolen starostou. Také ve volbách v roce 2014 se stal zastupitelem obce, do funkce starosty však již nekandidoval. Ve volbách v roce 2018 byl z pozice lídra KDU-ČSL opět zvolen zastupitelem. Na začátku listopadu 2018 byl po třetí zvolen starostou obce. Na konci roku 2021 na tento post vzhledem ke jmenování ministrem zemědělství ČR rezignoval, dále však působil jako místostarosta obce. Po ukončení svého působení v pozici ministra zemědělství se od září 2023 opět stal starostou obce.
V krajských volbách v roce 2008 kandidoval za KDU-ČSL do Zastupitelstva Jihomoravského kraje, ale neuspěl. Zvolen byl až ve volbách v roce 2012. Ve volbách v roce 2016 opět kandidoval, ale funkci se mu nepodařilo obhájit. Zvolen nebyl ani ve volbách v roce 2020.
Ve volbách do Poslanecké sněmovny PČR v roce 2013 kandidoval za KDU-ČSL v Jihomoravském kraji, ale neuspěl.
V listopadu 2021 se stal kandidátem KDU-ČSL na post ministra zemědělství ČR ve vznikající vládě Petra Fialy (tj. koalice SPOLU a PirSTAN). Původně měl být do funkce jmenován 17. prosince 2021, kvůli izolaci po nákaze covidem-19 se ale vedení ministerstva zemědělství dočasně ujal Marian Jurečka. Nekula byl jmenován 3. ledna 2022. Dne 14. června 2023 Nekula uvedl, že na funkci ministra zemědělství ke konci června rezignoval. Jeho nástupcem se stal dosavadní předseda poslaneckého klubu KDU-ČSL Marek Výborný. Dle webu Seznam Zprávy mělo být jedním z důvodů Nekulovy rezignace vystoupení na sněmu Agrární komory. Na něm měl delegáty označit za „schizofreniky, kteří neví, co chtějí“ a vzteklý opustit sál. Dne 26. června 2023 Nekulovu rezignaci přijal prezident ČR Petr Pavel, a to k 28. červnu 2023.